# Eirmocides cupreus
Eirmocides cupreus is een vlinder uit de familie van de Lycaenidae. De wetenschappelijke naam van de soort is voor het eerst gepubliceerd in 1886 door Julius Röber.
De soort komt voor in Nieuw-Guinea van zeeniveau tot 1600 meter hoogte.